# Бюттикон
Бюттикон (нем. Büttikon) — коммуна в Швейцарии, в кантоне Аргау.
Входит в состав округа Бремгартен.  Население составляет 811 человек (на 31 декабря 2007 года). Официальный код  —  4064.